# Anne Sylvestre
Pour les articles homonymes, voir Sylvestre et Beugras.
Anne-Marie Beugras dite Anne Sylvestre, née le 20 juin 1934 à Lyon et morte le 30 novembre 2020 à Neuilly-sur-Seine, est une auteure-compositrice-interprète française.
Très populaire dans les années 1960 et 1970, elle se produit à la télévision auprès d'artistes prestigieux de la chanson comme Georges Brassens, Barbara, Georges Moustaki, Boby Lapointe, et participe régulièrement à des émissions télévisées, telles que celles de Jean-Christophe Averty ou Denise Glaser (Discorama).

## Biographie
Née le 20 juin 1934 dans le 6e arrondissement de Lyon, Anne-Marie Thérèse Beugras est la fille de la Mulhousienne Alice Litolff (1904-1971), et d'Albert Beugras (1903-1963), le bras droit de Jacques Doriot pendant l'Occupation à la tête du Parti populaire français. Anne Sylvestre a deux frères aînés et une sœur cadette, la romancière Marie Chaix (et deviendra donc la belle-sœur de l'écrivain américain Harry Mathews). Elle passe son enfance à Tassin-la-Demi-Lune près de Lyon. Sa famille s’installe ensuite à Paris, où Anne Sylvestre fait des études de lettres qu’elle délaisse pour se consacrer à la chanson. Elle souffre de l’attitude de son père et en ressent de la honte, comme elle l’exprime dans sa chanson Roméo et Judith.

### Débuts
Anne Sylvestre commence à chanter ses chansons à la fin des années 1950 à l'école de voile des Glénans, où elle trouve son premier public et où quelqu'un lui conseille de rencontrer Michel Valette. Elle attend un an avant de se présenter devant lui. Il l'engage immédiatement après une audition de tout son répertoire, dans le cabaret « La Colombe », où elle fait ses débuts en 1957, puis au Cheval d'Or, à « La Contrescarpe », au « Port du Salut », « Chez Moineau » et aux « Trois Baudets » où elle chante jusqu'en 1962.
C’est à la radio qu’elle commence à se faire un nom dès 1957. Son premier disque, un 17 cm, sort en 1959 et le morceau Mon mari est parti est remarqué. Anne Sylvestre enchaîne alors les disques. On la compare parfois à Georges Brassens en raison de la qualité remarquable de ses textes et parce qu'elle s'accompagne, comme lui, à la guitare. Elle reçoit le prix de l’Académie de la chanson française en 1960.
En 1962, elle se produit pour la première fois à Bobino, en première partie de Jean-Claude Pascal, et à l’Olympia en première partie de Gilbert Bécaud, prestations saluées par la presse. La même année, Georges Brassens, qui est dans la même maison de disques qu’elle, écrit un texte élogieux au verso de la pochette de son deuxième 25 cm, où il dit notamment : « On commence à s’apercevoir qu’avant sa venue dans la chanson, il nous manquait quelque chose et quelque chose d’important. »
En octobre de cette même année sort un 45 tours comprenant ses premières chansons pour enfants, les Fabulettes.

### Années 1960 à 1990
En 1961, Anne Sylvestre sort son premier 33 tours. Elle reçoit pour ses chansons le Grand Prix international du disque de l’Académie Charles-Cros, quatre fois entre 1963 et 1967,,,,.
En 1968, elle quitte la maison de disques Philips pour Gérard Meys,, une maison de production nouvellement créée, l’année suivante elle y enregistre avec Boby Lapointe un duo plein d’humour qu’elle a écrit : Depuis l’temps que j’l’attends mon prince charmant. Elle rompt avec Meys en 1971 et se retrouve alors sans producteur. Après deux ans sans production, elle est invitée par Salvatore Picciotto à remonter sur scène au Théâtre des Capucines en 1973,. Le succès qu’elle obtient auprès du public la convainc de monter sa propre maison de disques, Sylvestre, en distribution chez Barclay. Le premier album produit sous son propre label est Les Pierres dans mon jardin en 1973.
En 1974 sort le livre de sa sœur Marie Chaix intitulé Les Lauriers du lac de Constance. Il traite de l’histoire de leur père Albert Beugras, bras droit de Jacques Doriot pendant l'Occupation à la tête du Parti populaire français, qu'elle n’a jamais évoquée directement dans ses chansons. Anne Sylvestre réagira cependant en condamnant l'attitude et les positions politiques de son père, qu'elle ne partage pas du tout.
Entre 1975 et 1986, elle produit six albums de chansons pour adultes et chante pour la première fois en 1985 sans sa guitare, mais accompagnée de plusieurs musiciens. Elle fait son premier enregistrement en public à l'Olympia en 1986 et monte en 1987 un spectacle avec Pauline Julien, Gémeaux croisées, qui comporte un (court) texte de Brigitte Fontaine, créé en Belgique et objet d'une tournée en France et au Québec,,.
En 1989, elle joue et chante au Bataclan dans le spectacle La Ballade de Calamity Jane, pièce de Jean-Pierre Léonardini, dont elle a écrit les chansons,,.

### Années 1990 à 2010
Entre 1990 et 1992, son spectacle Détour de chant lui fait parcourir l’Europe et la mène jusqu'au Canada. À cette occasion, elle est accompagnée par Philippe Davenet au piano. Cette formule piano/voix sera régulièrement présentée jusqu'à la fin de sa carrière, plusieurs pianistes prenant au fil des ans le relais de Philippe Davenet : Matthieu Gonet, Nathalie Miravette, Dorothée Daniel.
En 1993, Anne Sylvestre crée le conte musical pour enfants Lala et le cirque du vent, dans lequel elle invite une autre autrice-compositrice-interprète à participer, Michèle Bernard, son amie de longue date, rencontrée lorsque cette dernière assurait la première partie d'un de ses spectacles. Michèle Bernard dit d'elle : « Elle m’a sans doute permis de décoller. Je lui dois beaucoup. » Anne Sylvestre coproduira d'ailleurs plusieurs de ses albums et dira en 2012 de Michèle Bernard qu'elle est « sa sœur de scène ».
La sortie de son album D’amour et de mots en 1994 est suivie d’une tournée québécoise et d'un récital au Théâtre de la Potinière à Paris. Elle enregistre en 1997 l'album Anne Sylvestre chante… au bord de La Fontaine qui regroupe des textes originaux librement adaptés des Fables de La Fontaine.
S'étant produite plusieurs fois à l’Olympia, elle y fête ses 40 ans de chansons en 1998.
Elle se produit à l'Auditorium Saint-Germain pour ses deux albums suivants : Partage des eaux en 2000 et Les Chemins du vent en 2003, chacun de ces spectacles faisant également l'objet d'une tournée nationale.
En septembre 2007, elle sort un nouvel album Bye mélanco et fête ses 50 ans de chansons par une série de récitals à guichets fermés au Trianon (Paris). Pas de nostalgie, ni de bilan patrimonial : le public d'Anne Sylvestre ne cesse de se renouveler et de s'élargir, et toute une nouvelle génération de jeunes chanteurs et d'artistes la saluent comme une référence incontournable.
La carrière d’Anne Sylvestre se poursuit parallèlement sur les deux axes, chansons pour enfants et chansons pour adultes. Elle n’a jamais chanté les Fabulettes sur scène et, si le succès considérable de ces dernières a parfois fait un peu d'ombre à son autre répertoire, elle reçoit un large public lors de ses concerts.

### Années 2010 à 2020
Anne Sylvestre participe en 2010 à la création du spectacle Bêtes à Bon Dieu, coproduit par le Hall de la chanson dirigé par le comédien-chanteur Serge Hureau.
En janvier 2011, elle se produit à L'Européen pour quatre soirs. Intitulé Au plaisir !, le spectacle avec Nathalie Miravette comme pianiste accompagnatrice se joue à guichets fermés et se prolonge à La Cigale, le 7 mai, puis au Trianon, le 11 octobre 2011.
Au printemps 2012, Anne Sylvestre et Agnès Bihl créent Carré de dames, où elles entremêlent leurs répertoires en compagnie de leurs pianistes respectives (Nathalie Miravette et Dorothée Daniel) qui chantent également,. La même année sort un livre biographique écrit par Daniel Pantchenko : Anne Sylvestre « Et elle chante encore ? » chez Fayard.
En 2013, Anne Sylvestre se joint aux Ogres de Barback pour l'enregistrement du troisième album de Pitt Ocha.
En 2014, à la suite de trois dates à La Cigale en janvier, Anne Sylvestre est annoncée au Printemps de Bourges, aux Francofolies de La Rochelle, ainsi qu'au Festival Georjacléo de Vianne. La même année voit la parution de son premier livre, Coquelicot et autres mots que j'aime, et la création du spectacle Gare à Riffard ! dans lequel elle interprète le répertoire de Roger Riffard aux côtés de Gérard Morel, Zaza Fournier, Flavia Pérez, Thibaud Deféver et Hervé Peyrard.
En 2015, elle enregistre l'album du spectacle Carré de dames et elle participe régulièrement aux spectacles Les Bars à Jamait organisés par Yves Jamait.
Le 13 novembre 2015, son petit-fils, le musicien Baptiste Chevreau, âgé de 24 ans, fait partie des 90 victimes de l'attentat du Bataclan à Paris,.
De 2017 à 2019, elle fête ses soixante ans de carrière par une tournée, un triple best of, Florilège, ainsi qu'une intégrale de ses œuvres chez EPM intitulée 60 ans de chanson ! Déjà ?. Elle joue à guichet fermé ce nouveau spectacle créé en septembre 2017 dans la nouvelle salle parisienne le Treizième Art, accompagnée par Nathalie Miravette, Chloé Hamond et Isabelle Vuarmesson sur une mise en scène d'Agnès Bihl et Clémence Chevreau. Le programme inclut deux nouvelles chansons intitulées Avec toi le déluge et Cœur battant.
En 2019, la Sacem lui rend hommage en présence d’Emma la clown, Agnès Bihl, Thibaud Defever, Yves Jamait, Chloé Lacan, Mèche, François Morel, Marie-Thérèse Orain, Gauvain Sers et Francesca Solleville. La même année, elle joue à la Cigale un nouveau spectacle intitulé Manèges, mis en scène par Pierre Margot, et enregistre un duo sur le deuxième album de Gauvain Sers Les Oubliés, Y a pas de retraite pour les artistes.

### Décès
Alors qu'elle devait partir en tournée, Anne Sylvestre meurt à l'âge de 86 ans, le 30 novembre 2020, à Neuilly-sur-Seine, à la suite d'un accident vasculaire cérébral,. Elle est inhumée dans la plus stricte intimité au sein du caveau familial au cimetière de Saint-Eusèbe (Saône-et-Loire).

## Textes
Ses chansons pour adultes, de Porteuse d'eau (1959) à Pour aller retrouver ma source (2000), évoquent souvent la terre, la nature, l'eau, le vent, la mer. Ses chansons évoquent aussi ses racines bourguignonnes : Mon grand-père Louis (1967), La Romanée Conti (1973).
Anne Sylvestre se revendique féministe,. Elle chante les femmes dans des chansons où l'humour prévaut, comme La Faute à Ève, Mon mystère (1978) ou La Vaisselle (1981), des chansons tendres, comme Une sorcière comme les autres (1975) ou Ronde Madeleine (1978) et des chansons plus dures, comme Rose (1981). Elle chante aussi les hommes avec leurs « mauvais côtés » fanfarons, hâbleurs et parfois infidèles, comme dans Petit Bonhomme (1977) ou disparu dans Mon mari est parti (1961), ou avec tendresse comme dans Que vous êtes beaux (1986). Elle n'oublie pas les enfants dans Laissez les enfants (2007). Ces paroles, lues intégralement, serviront à illustrer le numéro 43 d'Un podcast à soi (Arte Radio) qui clôture un cycle sur le thème de la domination adulte, ou encore dans L'enfant qui pleure (au fond du puits) (1975) et Ma chérie (1978) diffusées dans le même podcast.
Chanteuse engagée, mais qui a toujours refusé cet adjectif à son propos – elle dénonce cette étiquette dans sa chanson Chanson dégagée – elle signe de nombreux textes en s'impliquant, comme elle s'en explique dans Si je ne parle pas, 1981. Elle aborde dans ses chansons de nombreux thèmes de société comme le viol (Douce maison, 1978), l'avortement (Non, tu n'as pas de nom, 1973), la misère et les sans-abris (Pas difficile, 1986) ou l'actualité (Un bateau mais demain en 1978, Roméo et Judith en 1994 et Berceuse de Bagdad en 2003). Elle aborde également le thème de l'homosexualité et des préjugés qui lui sont liés, notamment dans la chanson Xavier. Elle s'engage en faveur du mariage homosexuel dans sa chanson Gay marions-nous.
Ses Fabulettes, tout en piochant dans un registre enfantin, allient elles aussi humour et sérieux : les Chansons pour ou celles de l'album Les Mots magiques sont plutôt éducatives, tandis que C'est un veau ou Dans ma fusée font appel à l'imagination. Certaines chansons, telle Café au lait sur les différentes couleurs de peau, J'ai une maison pleine de fenêtres sur les HLM, ou Le Bonhomme bleu marine sur la pollution des plages, rejoignent le côté engagé de ses chansons pour adultes. Les Fabulettes n'ont été diffusées qu'en disque. Anne Sylvestre a toujours refusé de les interpréter en public, réservant ses concerts à ses chansons « pour adultes ».

## Impact et influences

### Reprises, reconnaissance, hommages
- Depuis le début des années 1960, de nombreux artistes de différents styles et de différentes générations interprètent et enregistrent ses chansons, de Pauline Julien à Vincent Delerm en passant par Agnès Bihl, Isabelle Aubret, Cora Vaucaire, Serge Reggiani, Claude Vinci, Marén Berg, Jacques Haurogné, Môrice Bénin, Julos Beaucarne, Eva, Christiane Stefanski, Mannick, Francesca Solleville, Mathieu Rosaz, Jann Halexander, Jehan, Hervé Suhubiette, Christian Camerlynck, Alissa Wenz, Laura Cahen, Cyril Mokaiesh, Flavia Perez, Yvette Théraulaz, Entre deux caisses, Michèle Bernard, Marie-Claire Seguin, Maud Lübeck, etc. La violoncelliste et chanteuse québécoise Jorane reprend plusieurs de ses chansons sur l'album Une sorcière comme les autres (2011)[62]. En 2015, le groupe vocal féminin Evasion consacre un album entier à son répertoire (Les hormones Simone)[63], de même que le trio composé de Nathalie Miravette, Raphaëlle Saudinos et Isabelle Turschwell en 2023 (Lougarouve, mille reflets d'Anne Sylvestre)[64].
- Le théâtre In Extremis crée le spectacle Tant de choses à vous dire  à la Butte Saint-Jacques de Montréal en 2012[65] et le reprend plusieurs fois les années suivantes, notamment sur la Place des Arts les 5 et 6 décembre 2014[66]. De nombreux autres spectacles rendent hommage à son répertoire :  Nous sommes de celles par la compagnie Baba Yaga (2008)[67] ; Autour d'Anne Sylvestre, spectacle présenté par la Scène de Musiques Actuelles Le Rocher de Palmer de Cenon (33) avec les étudiants de la licence "Musiques actuelles, Jazz et Chanson"  de l'Université de Bordeaux-Montaigne (mai 2015)[68] ; Les Hormones Simone, par le groupe féminin Evasion (2016)[69] ; Les eaux sauvages par Le Hall de la Chanson de Paris (présenté chaque année depuis 2017)[70] ; Après le théâtre, par la compagnie Arène Théâtre (2021)[71] ; Lougarouve, mille reflets d’Anne Sylvestre, par Nathalie Miravette, Raphaëlle Saudinos et Isabelle Turschwell (2022)[64] ; Paroles et musiques : Anne Sylvestre, par Hervé Suhubiette et le QuarteXpérience (2022)[72] ; Pour qu'on s'apprivoise, par Annaïg Drion et Paul Paitel[73] ; Anne, tu es là[74], par Nicolas Duclos (2023) ; La vie en vrai (avec Anne Sylvestre), par Marie Fortuit et Lucie Sansen (2023)[75],[76] ; Juste une fille, par la compagnie L'Espante (2023)[77] ; Des sorcières (pas) comme les autres, par Nawel Dombrowsky, Garance, Lily Luca, Louise O’sman et Yoanna (2023)[78] ; Emma aime Anne, par Emma la clown et Nathalie Miravette[79],[80], ...
- Les 30 novembre et 1er décembre 2021, sa petite-fille Clémence Chevreau, qui mène par ailleurs une carrière de chanteuse sous le pseudonyme de Mèche, coordonne deux concerts-hommage présentés à La Cigale, l'une des salles-fétiches d'Anne Sylvestre. Le programme, intitulé Merci Anne Sylvestre, réunit Agnès Bihl, Aldebert, Anne Goscinny, Bernard Joyet, Francesca Solleville, Gauvain Sers, Juliette, Les Ogres de Barback, Mèche, Michèle Bernard, Nathalie Miravette, Philippe Davenet, Yves Jamait, Alexis HK[81],[82].
- Alex Lutz illustre la dernière séquence de son deuxième seul en scène par la version enregistrée de Les Gens qui doutent (2018)[83]. François Morel termine son spectacle Tous les marins sont des chanteurs (2020)[84] par la chanson Les amis d'autrefois. En 2023 et 2024, Juliette conclut son récital Chansons de là où l'oeil se pose par un hommage à l'artiste et l'interprétation de la chanson Après le théâtre[85]. En 2024, la pièce Lysis de Fanny Britt et Alexia Bürger présentée au Théâtre du Nouveau Monde de Montréal inclut une interprétation collective de Une sorcière comme les autres[86], ...
- En 2023, dans la série documentaire et le roman graphique Music Queens, une histoire du girl power et de la pop... en chansons ! Rebecca Manzoni, Émilie Valentin et Leslie Plée consacrent un chapitre à Anne Sylvestre et sa chanson Non tu n'as pas de nom[87],[88]. En 2025, au sommaire de leur bande dessinée Underground 2 dédiée aux artistes méconnus du grand public dont les œuvres ont marqué l’histoire de la musique, Arnaud Le Gouëfflec et Nicolas Moog intègrent un chapitre de cinq pages intitulé Anne Sylvestre, une sorcière comme les autres[89].
- Le podcast Les Gens qui Doutent de Fanny Ruwet est nommé ainsi en l'honneur de sa chanson éponyme Les Gens qui doutent.
- Plusieurs écoles et lieux publics portent son nom (à Bordeaux[90], Dingé[91], Grenoble[92], Rouen[93], Kremlin-Bicêtre[94], ...). Le 9 mars 2022, le conseil du 20e arrondissement de Paris décide de donner son nom à une école en construction dans l'arrondissement[95].

Souvent invitée par la jeune génération, Anne Sylvestre s'est fréquemment produite avec ceux et celles qui se réclament de sa filiation, comme Yves Jamait lors des Bars à Jamait, Renan Luce aux Muzik'Elles, Agnès Bihl à la Fête de l'Humanité, Nicolas Bacchus, Amélie-les-crayons, Aldebert sur le spectacle Enfantillages ou Les Ogres de Barback pour fêter avec eux leurs 20 ans de carrière sur la scène de l'Olympia en 2014. De nombreuses personnalités du monde culturel, tels Vincent Dedienne, Fishbach ou Anne Goscinny, déclarent se reconnaître dans son œuvre.

### Postérité
En 2023, trois ans après sa mort, le nombre d'écoutes de chansons d'Anne Sylvestre sur des plateformes de distribution numérique montent jusqu'à 18 millions, notamment par sa mise en avant par des figures du féminisme.
De nombreux spectacles continuent d'être créés et diffusés autour de son répertoire,, notamment par des artistes de la jeune génération. Depuis 2021, la société BC Musique, dont l'objet est de préserver et diffuser l'œuvre d'Anne Sylvestre, s'attache à éditer différents supports rares ou inédits : un album intitulé Manèges comprenant 5 nouvelles chansons, un clip réalisé par Léonore Mercier sur le titre Cœur battant, un coffret regroupant les deux enregistrements publics réalisés à l'Olympia en 1986 et 1998, réédition de quatre vinyles, deux recueils de partitions, ...

## Distinctions

### Prix
Anne Sylvestre a reçu quatre fois le grand prix international du disque de l’Académie Charles-Cros, entre 1963 et 1967.
En 2009, elle reçoit la médaille de vermeil de l'Académie française.

### Décorations
- Chevalière de la Légion d'honneur (1986)[113]
- Officière de la Légion d'honneur (2002)[113]
- Officière de l'ordre national du Mérite (1993)[114]

## Discographie

### Participations
- En 1970, elle chante en duo avec Boby Lapointe sur Depuis l’temps que j’l’attends[14]
- En 1993, avec quelque soixante-dix autres artistes, elle participe à l’enregistrement de L'anthologie de la chanson traditionnelle[115] réalisée sous la direction musicale de Marc Robine, Gabriel Yacoub et Emmanuel Pariselle. Elle y interprète 7 titres, dont La légende de Saint-Nicolas et Le roi a fait battre tambour.
- En 2003, dans l’album collectif Sol En Cirque, Anne Sylvestre et Henri Dès interprètent ensemble le titre On a toujours besoin d’un grand si on l’est pas.
- En 2008, elle chante en duo avec Aldebert sur Pas plus compliqué que ça, titre inclus sur l'album Enfantillages d'Aldebert.
- En 2009, elle interprète la chanson Sarment, dans l’album hommage Chez Leprest - volume 2.
- En 2010, elle chante en duo avec Nicolas Bacchus le titre Cousine dans l'album La verVe et la Joie de Nicolas Bacchus. Cette même année, elle chante en duo avec Gilles Vigneault La Source, titre inclus dans l'album Retrouvailles de Gilles Vigneault. Elle intervient également sur plusieurs chansons de l’album jeunesse de Nathalie Tual et Gilles Bélouin Bulle et Bob dans la cuisine.
- En 2011, dans son album Le régime de l’amour, Gérard Morel l’invite sur le titre Les pâquerettes de Roger Riffard.
- En 2013, elle chante Dors, dors mon tout petit sur l'album Pitt'Ocha et la tisane de couleurs du groupe Les Ogres de Barback.
- En 2015, elle chante plusieurs chansons avec Agnès Bihl, Nathalie Miravette et Dorothée Daniel sur l'album Carré de dames.
- En 2016, elle chante Madame Anne en duo avec Michèle Bernard dans l'album Tout' Manières… de Michèle Bernard. Elle enregistre avec Dorothée Daniel le titre Mon arbre qui figure dans l'album Lady Do et Monsieur Papa tiré du spectacle éponyme.
- En 2017, elle est récitante sur le livre-disque Au Jardin des Bêtes Sauvages, Pierre Vellones (1889-1939), de Patrick Reboud.
- En 2019, elle chante en duo avec Gauvain Sers sur Y'a pas de retraite pour les artistes, titre inclus sur l'album Les Oubliés de Gauvain Sers.
- En 2020, dans son album Bernard Joyet & franginades, Bernard Joyet lui dédie la chanson Fabuliste qu’il interprète en duo avec elle. C'est probablement là le tout dernier enregistrement studio d'Anne Sylvestre.
- Des années 1990 jusqu'à la fin de sa carrière, Anne Sylvestre est régulièrement invitée à interpréter sur scène différents titres de Georges Brassens, Boby Lapointe, Charles Trénet, Allain Leprest, Roger Riffard ou Jacques Brel lors de concerts-hommage qui leur sont consacrés.

## Spectacles musicaux
Anne Sylvestre a écrit, composé et interprété les chansons de 4 spectacles musicaux (interprétation seulement sur disque pour Lala et le cirque du vent) :
- 1989 : La ballade de Calamity Jane, western théâtro-musical de  Jean-Pierre Léonardini ; mise en scène de Viviane Théophilidès[116].
- 1993 : Lala et le cirque du vent, conte musical pour enfants, avec Michèle Bernard ; mise en scène de Viviane Théophilidès[33].
- 1996 : Hôtel des Ephémères, pièce de théâtre musical, co-écrite avec Guy Faucon et le Théâtre de la Pie Rouge[117].
- 1997 : Lafontaine Sylvestre, adaptation chantée des fables de Jean de La Fontaine avec Viviane Théophilidès (textes) et Philippe Davenet (piano) ; mise en scène de Viviane Théophilidès[118].

## Publications
- Sur mon chemin de mots, Anne Sylvestre, EPM et Le Castor Astral, Paris, 1998 (recueil de textes)
- Coquelicot et autres mots que j'aime, Anne Sylvestre, Éditions Points, octobre 2014.

## Filmographie
Sauf indication contraire, les informations mentionnées dans cette section peuvent être confirmées par le générique de fin de l'œuvre audiovisuelle présentée ici, ainsi que par la base de données cinématographiques IMDb,  présente dans la section « Liens externes ».
- Swamp ! d'Éric Bu, comédie, 1999 (France)
- Sa chanson Balaie l'eau figure dans la bande originale et parmi les musiques additionnelles du film Vandal.
- Ses chansons Le Bonheur quotidien, Chanson de Bertille et Pourquoi pas La Rochelle ? figurent dans la bande originale du téléfilm La Peine perdue ou le présent composé de Charlotte Dubreuil.
- Sa chanson Ma chérie figure dans la bande originale du film Ma chérie de Charlotte Dubreuil.
- Sa chanson Les gens qui doutent figure dans le film Plaire, aimer et courir vite de Christophe Honoré.
- Sa chanson Les gens qui doutent figure dans le film Camille sans contact de Paul Nouhet avec Lou Gala, en lice pour la Palme d'or du Festival de Cannes 2020.
- Sa chanson Le bal des champignons figure dans le film Antoinette dans les Cévennes de Caroline Vignal.
- Sa chanson Ma chérie figure dans la bande originale du film Garçon chiffon de Nicolas Maury.
- Sa chanson Les gens qui doutent figure dans le film Un autre monde de Stéphane Brizé.

#### Monographies
- Jean Monteaux, Anne Sylvestre, chansons d'aujourd'hui, Éditions Pierre Seghers, coll. « Poésie et Chansons », 1966bibliographie, entretien et recueil de textes
- [Pantchenko 2012] Daniel Pantchenko, Anne Sylvestre : Et elle chante encore ?, Paris, Fayard, 2012 (ISBN 978-221-366682-2)Édition revue et corrigée sous le titre Elle enchante encore !
- Véronique Mortaigne, Anne Sylvestre, une vie en vrai, Équateurs, 2022, 222 p. (ISBN 978-2-382-84299-7)

#### Articles
- Céline Pruvost, « “Une femme, pas une dame”. Le féminin militant des chansons d’Anne Sylvestre », dans Chabadabada : des hommes et des femmes dans la chanson française contemporaine : représentation et enjeux, Presses universitaires de Provence, 2018, 145 p.
- Fanny Quément, « Fabuleuse Anne Sylvestre », Audimat, vol. 13, no 1,‎ 2020, p. 29–57 (ISSN 2261-3595, DOI 10.3917/audi.013.0029, lire en ligne, consulté le 17 avril 2024)
- Hyacinthe Ravet, « Anne Sylvestre », dans Dictionnaire biographique des féministes en France, 2017, 1391-1394 p. (consulté le 17 avril 2024)
- Véronique Servat, « Anne Sylvestre, une affaire de femmes », Politis,‎ 22 juin 2022 (lire en ligne, consulté le 30 octobre 2024)
- Caroline Siaugues, « Un travail de la chanson ? Anne Sylvestre et sa sensible coriacité », Revue Travailler, vol. 52,‎ 2024, p.105 0 126 (lire en ligne)

#### Entretiens radiophoniques et télévisés, recueils d'entretien
- Monique Detry, Pour de vrai, entretiens avec Monique Detry, Le Centurion, coll. « Les Interviews », 1981
- Jacques Chancel, « Radioscopie : Anne Sylvestre » [vidéo], 1er novembre 1978.
- Bernard Pivot, « Apostrophe : En chansons » [vidéo], 26 décembre 1986.
- Hélène Hazéra, « A voix nue : Anne Sylvestre par elle-même : podcast à écouter sur France Culture » [audio], sur France Culture, 2002 (consulté le 1er décembre 2020)
- « Les Grands Entretiens - Anne Sylvestre » [audio], sur France Musique, 24 décembre 2018.
- Patrick Simonin, « Hommage à Anne SYLVESTRE : "Ma vie en chansons" », TV5 Monde, 1er décembre 2020

### Archives
- Anne Sylvestre, archives de la SACEM.